# Les Brenets
Les Brenets era una comuna suiza del cantón de Neuchâtel, situada en el distrito de Le Locle, que el 1 de enero de 2021 fue suprimida al fusionarse con la comuna de Le Locle.

## Geografía
Limita de suroeste a norte con la comuna de Villers-le-Lac (FRA-25), al noreste con Les Planchettes, y al sureste con Le Locle.
En el pueblo se encuentra el lago des Brenets, que forma parte del río Doubs. 

## Personajes ilustres

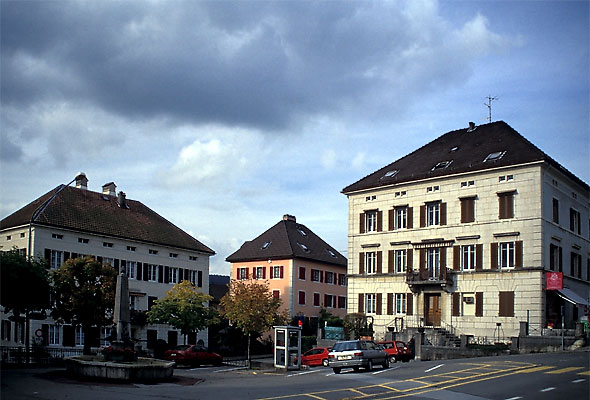
Centro de les Brenets.

- Monique Laederach, escritora.